# Wesmaelius constrictus
Wesmaelius constrictus is een insect uit de familie van de bruine gaasvliegen (Hemerobiidae), die tot de orde netvleugeligen (Neuroptera) behoort. 
Wesmaelius constrictus is voor het eerst wetenschappelijk beschreven door Parfin in 1956.